# Liriomyza gypsophilae
Liriomyza gypsophilae är en tvåvingeart som beskrevs av Beiger 1972. Liriomyza gypsophilae ingår i släktet Liriomyza och familjen minerarflugor.
Artens utbredningsområde är Polen. Inga underarter finns listade i Catalogue of Life.